# Фалькув
Фалькув (пол. Falków; укр. Фальків) — село в Польщі, у гміні Рахані Томашівського повіту Люблінського воєводства.
Розташоване на Закерзонні (в історичному Надсянні).
У 1975—1998 роках село належало до Замойського воєводства.